# Dichaea longa
Dichaea longa är en orkidéart som beskrevs av Rudolf Schlechter. Dichaea longa ingår i släktet Dichaea och familjen orkidéer. Inga underarter finns listade i Catalogue of Life.